# Hydraena pindica
Hydraena pindica är en skalbaggsart som beskrevs av Emile Janssens 1965. Hydraena pindica ingår i släktet Hydraena och familjen vattenbrynsbaggar. Inga underarter finns listade i Catalogue of Life.